# درو هاردين
درو هاردين (بالإنجليزية: Drew Hardin)‏ هو لاعب كرة قدم أمريكي وبريطاني، ولد في 18 أكتوبر 2004.